# Marc Schnyder
Marc Schnyder (Genève, 25 september 1952) is een Zwitsers voormalig voetballer die speelde als middenvelder.

## Carrière
Gedurende heel zijn voetbalcarrière speelde Schnyder voor de Zwitserse ploeg Servette.
In 1976 maakte hij zijn debuut voor Zwitserland, hij speelde in totaal 16 interlands waarin hij drie keer kon scoren.